# Otto Becker (Mediziner)

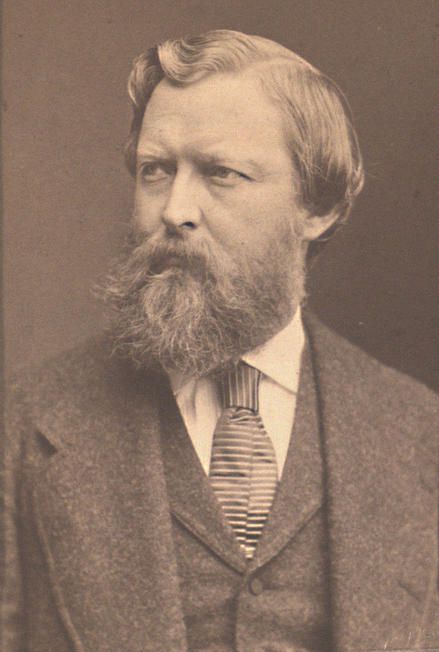
Otto Becker

Otto Heinrich Enoch Becker (* 3. Mai 1828 in Domhof Ratzeburg; † 7. Februar 1890 in Heidelberg) war ein deutscher Augenarzt und Hochschullehrer.

## Leben

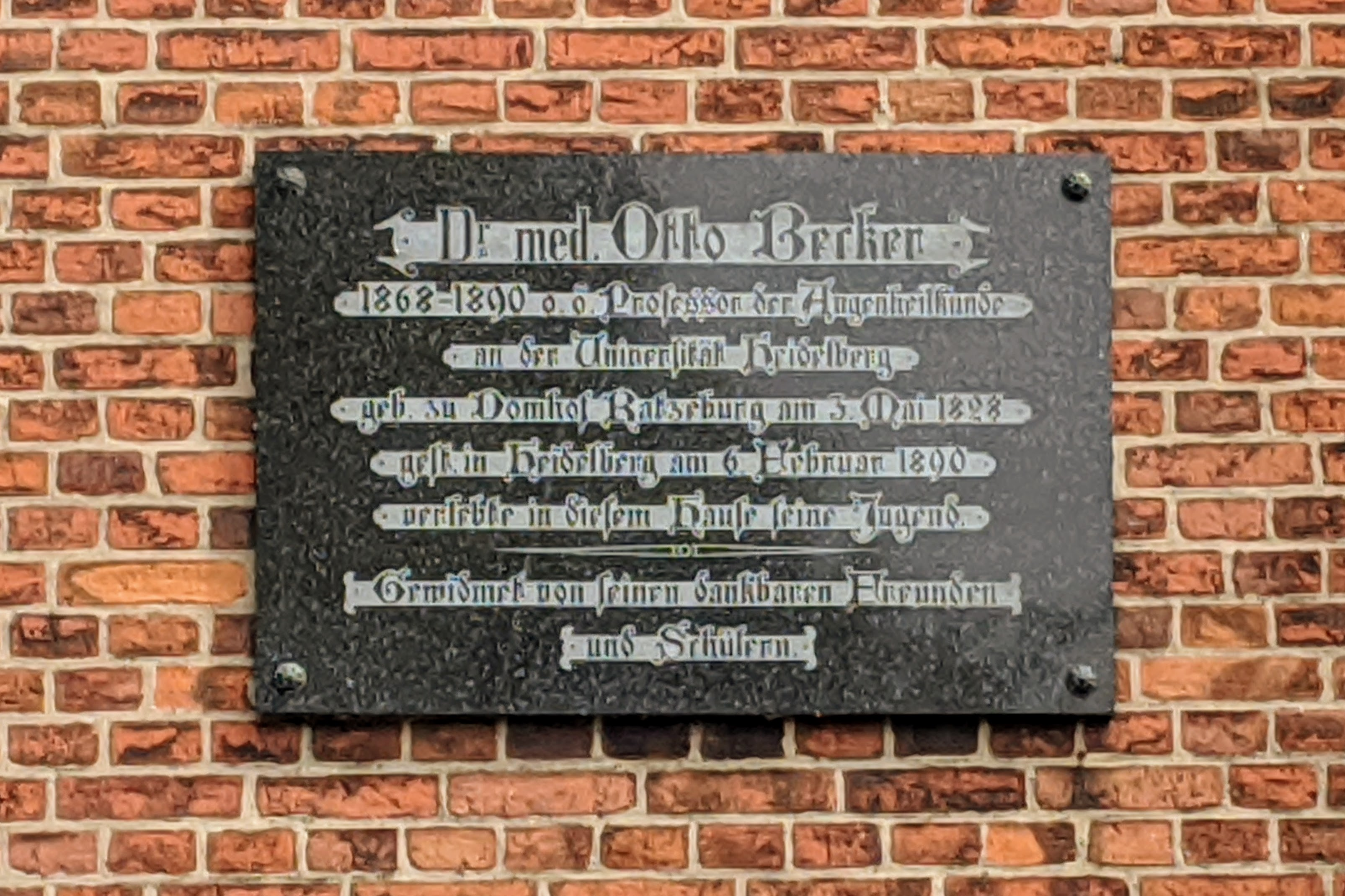
Gedenktafel am Wohnhaus in Ratzeburg, in dem Becker seine Kindheit verbrachte

Otto Becker war eins von neun Kindern des Konrektors und späteren letzten Rektors der Ratzeburger Domschule Ulrich Justus Hermann Becker und seiner Frau Mathilde, geb. Hufeland, einer Tochter von Gottlieb Hufeland. Nach dem Besuch der Domschule studierte er 1847 an der Universität Erlangen Theologie und Philologie, 1848–51 Mathematik und Naturwissenschaften in Berlin, ging dann als Hofmeister nach Wien, studierte 1854–1859 Humanmedizin an der Universität Wien. Zu seinen Lehrern gehörten Karl von Graefe und Ferdinand von Arlt. Während seines Studiums in Erlangen wurde er im Winter-Semester 1847/48 Mitglied der Burschenschaft der Bubenreuther. 1859 wurde er in Wien zum Dr. med. promoviert. 1868 wurde er zum ordentlichen Professor für Augenheilkunde an der Universität Heidelberg berufen, wo er bis an sein Lebensende blieb.
Becker zählte zu den bedeutenderen Vertretern seines Fachs während der zweiten Hälfte des 19. Jahrhunderts. Zu seinen Schülern zählte José Rizal. 1887 gründete er das Von Graefe-Museum an der Universität Heidelberg zur Erinnerung an Albrecht von Graefe (1828–1870).
An seinem Elternhaus in Ratzeburg, dem ehemaligen Direktorenhaus Domhof 40, erinnert eine Gedenktafel an ihn.

## Familie
Becker heiratete am 2. Februar 1864 in Wien Helene Figdor (1840–1890), eine Schwester des Bankiers und Kunstsammlers Albert Figdor (1843–1927). Ihr Vater war der Wiener Kaufmann Ferdinand Figdor (1805–1876), ein Onkel des Geigers Joseph Joachim.

## Werke
- (Übersetzung) Franciscus Cornelis Donders: Anomalien der Accommodation und Refraction des Auges. 1866
- Atlas der pathologischen Topographie des Auges (Wien 1874–78)
- Pathologie und Therapie des Linsensystems in Gräfe-Sämisch’ »Handbuch der Augenheilkunde« (5. Band, 1. Hälfte, Leipzig 1875)
- Zur Anatomie der gesunden und kranken Linse. Wiesbaden 1883.
- Die Universitäts-Augenklinik in Heidelberg. Wiesbaden 1888.
- Pathologie und Therapie der Linse.